# Pedicellina nutans
Pedicellina nutans is een soort in de taxonomische indeling van de kelkwormen (Entoprocta). 
De worm behoort tot het geslacht Pedicellina en behoort tot de familie Pedicellinidae. De wetenschappelijke naam van de soort werd voor het eerst geldig gepubliceerd in 1848 door Dalyell.